# Listă de filme istorice din anii 1960
Aceasta este o listă de filme istorice lansate în anii 1960.
| 1960                    |                  | |                                                                 |                                                                                               |
| Il sepolcro dei re      | Fernando Cerchio | Debra Paget, Ettore Manni | Italia                                                          | în timpul faraonului Khufu                                                                    |
| '                       |                  | |                                                                 |                                                                                               |
| 1961                    |                  | |                                                                 |                                                                                               |
| Romulus și Remus        | Sergio Corbucci  | Steve Reeves, Gordon Scott și Virna Lisi | Italia                                                          | Despre Romulus și Remus                                                                       |
| '                       |                  | |                                                                 |                                                                                               |
| 1962                    |                  | |                                                                 |                                                                                               |
| L'ira di Achille        | Marino Girolami  | Gordon Mitchell | Italia                                                          | al nouălea an al Războiului din Troia                                                         |
| 1963                    |                  | |                                                                 |                                                                                               |
| '                       |                  | |                                                                 |                                                                                               |
| Iason și Argonauții     | Don Chaffey      | Todd Armstrong, Nancy Kovack, Honor Blackman | Regatul Unit, SUA                                               | Anii 1300 î.Hr. Grecia antică                                                                 |
| 1964                    |                  | |                                                                 |                                                                                               |
| '                       |                  | |                                                                 |                                                                                               |
| 1965                    |                  | |                                                                 |                                                                                               |
| '                       |                  | |                                                                 |                                                                                               |
| '                       |                  | |                                                                 |                                                                                               |
| '                       |                  | |                                                                 |                                                                                               |
| 1966                    |                  | |                                                                 |                                                                                               |
| Un om pentru eternitate | Fred Zinnemann   | Paul Scofield, Wendy Hiller, Leo McKern, Orson Welles, Robert Shaw | Regatul Unit                                                    | Sir Thomas More                                                                               |
| '                       |                  | |                                                                 |                                                                                               |
| 1967                    |                  | |                                                                 |                                                                                               |
| '                       |                  | |                                                                 |                                                                                               |
| 1968                    |                  | |                                                                 |                                                                                               |
| Columna                 | Mircea Drăgan    | Richard Johnson, Antonella Lualdi, Ilarion Ciobanu, Ștefan Ciubotărașu, Amedeo Nazzari, Amza Pellea, Emil Botta, Franco Interlenghi, Gheorghe Dinică și Florin Piersic | Republica Socialistă România Republica Democrată Germană        | Anii 106-111 d.Hr. (al doilea război daco-roman și transformarea Daciei în provincie romană). |
| '                       |                  | |                                                                 |                                                                                               |
| 1969                    |                  | |                                                                 |                                                                                               |
| Bătălia pentru Roma     | Robert Siodmak   | Laurence Harvey, Orson Welles, Sylva Koscina, Harriet Andersson, Florin Piersic, Emanoil Petruț                                                                        | Republica Democrată Germană Italia Republica Socialistă România | Iustinian (483-565 AD)                                                                        |
| '                       |                  | |                                                                 |                                                                                               |